# 泰爾蒂施托克山
46°40′47″N 8°22′30″E / 46.67972°N 8.37513°E
泰爾蒂施托克山（Telltistock），是瑞士的山峰，位於該國中部，由伯恩州負責管轄，處於伯爾尼以東80公里，海拔高度2,592米，每年平均降雨量2,465毫米。